# Мнишек, Франтишек Бернард
Франтишек Бернард Вандалин Мнишек (1590—1661) — государственный деятель Речи Посполитой, каштелян сондецкий (1638—1661), староста саноцкий и стрельбицкий.

## Биография
Представитель польского магнатского рода Мнишеков герба «Мнишек». Четвертый сын воеводы сандомирского Ежи Николаевича Мнишека (1548—1613) и Ядвиги Тарло (ум. после 1629). Младший брат русской царицы Марины Мнишек (1588—1614).
В 1636 году Франтишек Бернард Мнишек купил часть замка Дукля у вдовы Франтишека Месинского, погибшего во время московского похода королевича Владислава Вазы в 1618 году. В 1638 году перестроил замок, укрепив его валами и бастионами. В 1638 году получил должность каштеляна сондецкого.
В марте 1657 года замок Дукля, принадлежавший Франтишеку Мнишеку, был взят и разграблен войсками трансильванского князя Дьёрдя II Ракоци.
В 1661 году Франтишек Бернард Мнишек скончался в Дукле во время эпидемии.

## Семья
Был женат на Барбаре Стадницкой (ум. 1653), от брака с которой имел сына и двух дочерей:
- Ежи Ян Мнишек (ум. 1693), каштелян саноцкий и воевода волынский
- Урсула Тереза Мнишек (ум. 1668), жена воеводы белзского, князя Константина Криштофа Вишневецкого (1633—1686)
- Франциска Барбара Мнишек, жена стольника галицкого Бонавентуры Константина Бельжецкого